# Campionato sudamericano femminile di pallavolo 1951
Il campionato sudamericano femminile di pallavolo 1951 si è svolto dal 15 al 22 settembre 1951 a Rio de Janeiro, in Brasile: al torneo hanno partecipato quattro squadre nazionali sudamericane e la vittoria finale è andata per la prima volta al Brasile.

## Impianti
|                                                                            |  |  |
|                                                                            |  |  |
| Ginásio de Fluminense Città: Rio de Janeiro Capienza: - Anno d'apertura: - |  |  |

## Regolamento

### Formula
Le squadre hanno disputato un'unica fase con formula del girone all'italiana.

### Criteri di classifica
Sono stati assegnati 2 punti alla squadra vincente e 1 a quella sconfitta.
L'ordine del posizionamento in classifica è stato definito in base a:
- Punti;
- Ratio dei set vinti/persi;
- Ratio dei punti realizzati/subiti;
- Risultati degli scontri diretti.

## Squadre partecipanti
| Squadra   | Qualificazione      | Ultima partecipazione |
| --------- | ------------------- | --------------------- |
| Argentina | -                   | Debutto               |
| Brasile   | Paese organizzatore | Debutto               |
| Perù      | -                   | Debutto               |
| Uruguay   | -                   | Debutto               |

## Torneo

### Risultati
| 15 settembre 1951 Ginásio de Fluminense, Rio de Janeiro Durata: ? - Spettatori: ? | Brasile | 2 - 1 | Uruguay   | 15-9, 1-15, 15-4 |
| 17 settembre 1951 Ginásio de Fluminense, Rio de Janeiro Durata: ? - Spettatori: ? | Perù    | 2 - 0 | Argentina | 15-10, 15-13     |
| 18 settembre 1951 Ginásio de Fluminense, Rio de Janeiro Durata: ? - Spettatori: ? | Uruguay | 2 - 0 | Argentina | 15-10, 15-9      |
| 20 settembre 1951 Ginásio de Fluminense, Rio de Janeiro Durata: ? - Spettatori: ? | Brasile | 2 - 0 | Perù      | 15-5, 15-11      |
| 21 settembre 1951 Ginásio de Fluminense, Rio de Janeiro Durata: ? - Spettatori: ? | Uruguay | 2 - 0 | Perù      | 15-6, 15-9       |
| 22 settembre 1951 Ginásio de Fluminense, Rio de Janeiro Durata: ? - Spettatori: ? | Brasile | 2 - 0 | Argentina | 15-9, 15-6       |

### Classifica
| Pos. | Squadra   | Pt | G | V | P | SV | SP | Ratio | PF | PS | Ratio |
| ---- | --------- | -- | - | - | - | -- | -- | ----- | -- | -- | ----- |
| 1.   | Brasile   | 6  | 3 | 3 | 0 | 6  | 1  | 6,000 | 91 | 59 | 1,542 |
| 2.   | Uruguay   | 5  | 3 | 2 | 1 | 5  | 2  | 2,500 | 88 | 65 | 1,353 |
| 3.   | Perù      | 4  | 3 | 1 | 2 | 2  | 4  | 0,500 | 61 | 83 | 0,734 |
| 4.   | Argentina | 3  | 3 | 0 | 3 | 0  | 6  | 0,000 | 57 | 90 | 0,633 |

## Classifica finale
| Pos | Squadra   |
| --- | --------- |
|     | Brasile   |
|     | Uruguay   |
|     | Perù      |
| 4   | Argentina |